# Akazukin Chacha
Akazukin Chacha (赤ずきんチャチャ? lett. "Cappuccetto rosso Chacha") è un manga shōjo scritto e disegnato da Min Ayahana, serializzato sulla rivista Ribon dal 1992 al 2000. In seguito è stato sviluppato in una serie televisiva anime di 74 episodi prodotta dalla Gallop, andata in onda in Giappone dal 7 gennaio 1994 al 30 giugno 1995. In Italia sia il manga che l'anime sono inediti.

## Trama
Chacha è una piccola maghetta con un cappuccio rosso in testa. È un po' pasticciona nel fare gli incantesimi e si sbaglia spesso, nonostante abbia come guida e maestro Seravy, il più grande mago del regno.
In occasione dell'ingresso di Chacha nell'Urara Academy, la scuola dei maghi, Seravy le regala un anello, un bracciale e una collana. Questi tre gioielli serviranno a proteggerla e, pronunciando una formula magica, può trasformarsi all'istante in un'arciera le cui frecce sono in grado di annullare qualunque magia malvagia.

## Personaggi
Chacha (チャチャ?)
Doppiata da: Masami Suzuki
Una giovane ragazza bionda con un cappuccetto rosso che pratica la magia sotto la cura della sua insegnante, Seravy. Viene spesso definita carina quando fa uso dei suoi trucchi magici. È la migliore amica di Riiya e Shiine.
Riiya (リーヤ?)
Doppiato da: Shingo Katori  (serie TV e OAV), Yoshinobu Kaneko (nel videogioco Osawagase! Panic Race!)
Un ragazzo con una grande forza e un altrettanto grande appetito che ha la capacità di trasformarsi in un giovane lupo bianco, ma viene spesso scambiato per un cane. Combatte costantemente con Shiine per gli affetti di Chacha e talvolta non gli piace Seravy.
Shiine (しいね?)
Doppiato da: Noriko Hidaka
Quando era ancora in fasce venne lasciato da Access (che si rivelò in seguito essere il padre) all'insegnante di magia Dorothy, la quale si prese cura di lui. Così è cresciuto come un mago e gli piace anche svolgere le faccende domestiche. Con l'aiuto di Chacha e Riiya, si riunisce ai suoi genitori. I suoi poteri magici sono migliori di quelli di Chacha ed è il più sensibile e ragionevole del gruppo. È molto fedele alla sua maestra Dorothy.
Dorothy (どろしー?)
Doppiata da: Junko Otsubo (prima parte), Mīna Tominaga (seconda parte)
L'insegnante di magia di Shiine che sognava di diventare la più grande maga del mondo. Ha sconfitto Piikapon, guadagnandosi così il titolo di più grande maga per pochi minuti perché Seravy ha accidentalmente colpito Dorothy sopra la testa con un enorme mazzo di fiori che ha evocato per congratularsi con lei, guadagnandosi così il titolo al suo posto. Dorothy con rabbia ha trasformato i suoi capelli biondi ricci in rosso/rosa e lisci come rappresaglia perché Seravy non avrebbe più litigato con la sua "amata Dorothy".
Elizabeth (エリザベス?)
Doppiata da: Junko Otsubo (prima parte), Mīna Tominaga (seconda parte)
La bambola preferita di Seravy. È l'immagine di Dorothy quando era più giovane. Seravy parla spesso con Elizabeth e quest'ultima spesso è quella che prende in giro Dorothy, specialmente riguardo ai suoi capelli, al suo carattere e all'abitudine di far fare a Shiine i lavori domestici per lei.
Seravy (セラヴィー?)
Doppiato da: Toru Senrui
L'insegnante di magia, il guardiano e il più grande mago del mondo di Chacha. In precedenza era il capitano delle guardie reali ed è fuggito con Chacha quando il re dei demoni ha attaccato il castello. Il suo primo e unico amore è stato Dorothy, prima che cambiasse i suoi capelli biondi ricci in capelli lisci neri (rossi nell'anime) che Seravy detesta.

## Media

### Manga
Il manga, scritto e disegnato da Min Ayahana, è stato serializzato dal 3 giugno 1992 al 3 luglio 2000 sulla rivista Ribon edita da Shūeisha. I vari capitoli sono stati raccolti in tredici volumi tankōbon pubblicati dal 20 febbraio 1993 al 19 settembre 2000. La serie è stata poi ripubblicata nel 2006 in una nuova edizione composta da nove volumi.
Un sequel, intitolato Akazukin Chacha N (赤ずきんチャチャN?), ambientata nel Giappone moderno, è stata pubblicata per la prima volta in due one-shot sulla testata Cookie rispettivamente il 26 marzo e il 26 novembre 2011. Una versione serializzata del sequel è stata pubblicata dal 26 giugno 2012 al 26 luglio 2019. I vari capitoli sono stati raccolti in cinque volumi tankōbon usciti tra il 25 novembre 2013 e il 25 settembre 2019.

#### Volumi
| Akazukin Chacha (13 volumi)  |                   |                        |
| 1                            | 20 febbraio 1993  | ISBN 4-08-853650-9     |
| 2                            | 20 ottobre 1993   | ISBN 4-08-853694-0     |
| 3                            | 18 maggio 1994    | ISBN 4-08-853732-7     |
| 4                            | 14 ottobre 1994   | ISBN 4-08-853759-9     |
| 5                            | 20 marzo 1995     | ISBN 4-08-853786-6     |
| 6                            | 13 agosto 1995    | ISBN 4-08-853810-2     |
| 7                            | 20 marzo 1996     | ISBN 4-08-853846-3     |
| 8                            | 19 gennaio 1997   | ISBN 4-08-853897-8     |
| 9                            | 19 gennaio 1998   | ISBN 4-08-856059-0     |
| 10                           | 12 dicembre 1998  | ISBN 4-08-856115-5     |
| 11                           | 20 novembre 1999  | ISBN 4-08-856174-0     |
| 12                           | 20 maggio 2000    | ISBN 4-08-856205-4     |
| 13                           | 19 settembre 2000 | ISBN 4-08-856226-7     |
| Akazukin Chacha N (5 volumi) |                   |                        |
| 1                            | 25 novembre 2013  | ISBN 978-4-08-845122-0 |
| 2                            | 25 maggio 2015    | ISBN 978-4-08-845393-4 |
| 3                            | 23 settembre 2016 | ISBN 978-4-08-845643-0 |
| 4                            | 25 gennaio 2018   | ISBN 978-4-08-845883-0 |
| 5                            | 25 settembre 2019 | ISBN 978-4-08-844240-2 |

### Anime

La protagonista Chacha nell'anime

La serie è stata come una serie televisiva anime prodotta da TV Tokyo e Nihon Ad Systems e animata dallo studio Gallop. La serie è stata diretta da Shoki Tsuji con la musica di Osamu Tezuka e Toshihiko Sahashi e il character design a cura di Hajime Watanabe. La sigla iniziale è Kimi-iro omoi (君色思い?) cantata dagli SMAP nella versione televisiva e da Shoko Sawada nell'edizione DVD. Le sigle di chiusura sono rispettivamente Egao ga sukidakara (笑顔が好きだから?) cantata da Shoko Sawada (episodi 1-31), Chacha ni omakase (チャチャにおまかせ?) cantata da Masami Suzuki, Tomo Sakurai e Mayumi Akado (episodi 32-56) e Welcome to the Magical School (ようこそマジカル·スクールへ?, Yōkoso Majikaru Sukūru he) cantata da Masami Suzuki e Magical Study (ep. 53-74).
Data la popolarità di Sailor Moon all'epoca, che rese popolare il concetto di "eroine che si trasformano per combattere" negli anime con ragazze magiche, le prime due stagioni di Akazukin Chacha presentavano una trama originale che sfruttava un concetto simile per competere con il resto del mercato.
La serie è stata trasmessa per la prima volta su TV Tokyo dal 7 gennaio 1994 al 30 giugno 1995 per un totale di settantaquattro episodi.

#### Episodi
| Nº                            | Titolo italiano (traduzione letterale) Giapponese 「Kanji」 - Rōmaji                                                   | In onda           | In onda |
| Nº                            | Titolo italiano (traduzione letterale) Giapponese 「Kanji」 - Rōmaji                                                   | Giapponese        |         |
| Prima stagione (30 episodi)   | |                   |         |
| 1                             | La fastidiosa strega fa la sua apparizione 「お騒がせ魔法使い登場」 - Osawagase mahōtsukai tōjō                        | 7 gennaio 1994    |         |
| 2                             | Il mio rivale è incappucciato di nero 「ライバルは黒ずきん」 - Raibaru wa kurozukin                                    | 14 gennaio 1994   |         |
| 3                             | La sirena egoista Marin! 「ぶりっこ人魚マリン!」 - Burikko ningyo Marin!                                               | 21 gennaio 1994   |         |
| 4                             | Colpo certo! L'attacco dei tre porcellini 「必殺!三匹の子ぶた攻撃」 - Hissatsu! Sanbiki no kobuta kōgeki               | 28 gennaio 1994   |         |
| 5                             | Un appuntamento con Kyū-chan 「きゅーちゃんとデート」 - Kyū-chan to Dēto                                               | 4 febbraio 1994   |         |
| 6                             | La magia dei bambini è più debole 「赤ちゃんは魔法がお下手」 - Akachan wa mahō ga oheta                                | 11 febbraio 1994  |         |
| 7                             | Esplosione fredda! L'insegnante è una donna delle nevi 「寒さ爆発!先生は雪女」 - Samusa bakuhatsu! Sensei wa yuki onna | 18 febbraio 1994  |         |
| 8                             | La mia torta è la migliore 「私のケーキは一番ざんす」 - Watashi no kēki wa ichiban zansu                               | 25 febbraio 1994  |         |
| 9                             | Lancio! Nyandaber Z 「発進!ニャンダバーZ」 - Hasshin! Nyandabā Zeddo                                                   | 4 marzo 1994      |         |
| 10                            | Kyū-chan colpisce ancora! 「きゅーちゃんの逆襲!」 - Kyū-chan no gyakushū!                                              | 11 marzo 1994     |         |
| 11                            | Decidere!? Campione di sushi 「決定!?すしチャンピオン」 - Kettei!? Sushi Chanpion                                      | 18 marzo 1994     |         |
| 12                            | Il primo amore di Orin-chan 「お鈴ちゃんの初恋」 - Orin-chan no hatsukoi                                               | 25 marzo 1994     |         |
| 13                            | Fai del tuo meglio, casalinga! 「がんばれ お留守番!」 - Ganbare orusuban!                                              | 1º aprile 1994    |         |
| 14                            | Il signore oscuro è arrabbiato 「大魔王様はお怒りでゲス」 - Daimaō-sama wa oikari degesu                               | 8 aprile 1994     |         |
| 15                            | È vivo! Franken-chan 「誕生!フランケンちゃん」 - Tanjō! Furanken-chan                                                  | 15 aprile 1994    |         |
| 16                            | Appare! La sorellina di Umibōzu! 「出た!海坊主の妹」 - Deta! Umibōzu no imōto                                          | 22 aprile 1994    |         |
| 17                            | Il ritorno di Nyandaber 「帰ってきたニャンダバー」 - Kaettekita Nyandabā                                               | 29 aprile 1994    |         |
| 18                            | Avviso di zombie! Accademia Urara 「ゾンビ警報!うらら学園」 - Zonbi keihō! Urara gakuen                                | 6 maggio 1994     |         |
| 19                            | Orrore! La sorellina di Dorothy? 「恐怖!どろしーの妹?」 - Kyōfu! Doroshī no imōto?                                     | 13 maggio 1994    |         |
| 20                            | La sfida del ladro fantasma, Nezumi Kid 「怪盗ネズミキッドの挑戦」 - Kaitō Nezumi Kiddo no chōsen                      | 20 maggio 1994    |         |
| 21                            | Il pericoloso bagno all'aperto 「危険がいっぱい露天風呂」 - Kiken ga ippai rotenburo                                   | 27 maggio 1994    |         |
| 22                            | Sorpresa! La prima esperienza con l'essere un sacrificio 「びっくり!いけにえ初体験」 - Bikkuri! Ikenie shōtaiken       | 3 giugno 1994     |         |
| 23                            | Combattimento! Esame di laurea 「戦え!卒業試験」 - Tatakae! Sotsugyō shiken                                            | 10 giugno 1994    |         |
| 24                            | Sono la principessa leggendaria? 「私が伝説の王女様?」 - Watashi ga densetsu ōjo-sama?                                 | 17 giugno 1994    |         |
| 25                            | Perché, oh perché! La freccia è consumata 「なぜなぜ!アロー破れる」 - Naze naze! Arō yabureru                          | 24 giugno 1994    |         |
| 26                            | Levati di mezzo, l'ostacolo dell'amore 「どけどけ恋のおじゃま虫」 - Doke doke koi no ojamamushi                        | 1º luglio 1994    |         |
| 27                            | La scena ardente del potere di Chacha 「火事場のチャチャパワー」 - Kajiba no Chacha Pawā                               | 8 luglio 1994     |         |
| 28                            | Esploratori dello stagno della fenice 「不死鳥の沼探検隊」 - Fushichō no numa tankentai                                | 15 luglio 1994    |         |
| 29                            | Benvenuti! Alla casa della fenice 「ようこそ!不死鳥の里へ」 - Yōkoso! Fushichō no sato e                               | 22 luglio 1994    |         |
| 30                            | Questa è la voce di Wing Kris 「これが噂の不死鳥の剣」 - Kore ga uwasa no Uingu Kurisu                                 | 29 luglio 1994    |         |
| Seconda stagione (26 episodi) | |                   |         |
| 31                            | Molta formazione! 「特訓がいっぱい!」 - Tokkun ga ippai!                                                               | 5 agosto 1994     |         |
| 32                            | Triangolo amoroso pericoloso 「危険な恋のトライアングル」 - Kiken na koi no Toraianguru                                | 12 agosto 1994    |         |
| 33                            | La partita rancorosa di Shiine-chan 「しいねちゃん宿命の対決」 - Shiine-chan shukumei no taiketsu                      | 19 agosto 1994    |         |
| 34                            | Riunione! La ninnananna delle lacrime 「再会!涙の子守歌」 - Saikai! Namida no komoriuta                                | 26 agosto 1994    |         |
| 35                            | Sei così persistente! Nyandaber 「しつこいぞ!ニャンダバー」 - Shitsukoi zo! Nyandabā                                   | 2 settembre 1994  |         |
| 36                            | Lo specchio della verità è un bugiardo! 「真実の鏡はウソツキだ!」 - Shinjitsu no kagami wa usotsuki da!                | 9 settembre 1994  |         |
| 37                            | Barabaraman, l'insegnante che germoglia i fiori 「花咲か先生バラバラマン」 - Hanasaka sensei Barabaraman               | 16 settembre 1994 |         |
| 38                            | Tutti sono un animale! 「みんなでアニマル!」 - Minna de Animaru!                                                       | 23 settembre 1994 |         |
| 39                            | Involtini di cetriolo nel palazzo del drago 「竜宮城でカッパ巻き」 - Ryūgūjō de kappamaki                              | 30 settembre 1994 |         |
| 40                            | Colazione nella casa dei gattini 「ニャンコハウスで朝食を」 - Nyanko hausu de chōshoku o                               | 7 ottobre 1994    |         |
| 41                            | Il demone assonnato erutta! 「ねぶそく魔人大噴火!」 - Nebusoku majin daifunka!                                         | 14 ottobre 1994   |         |
| 42                            | Cerca lo scudo leggendario! 「伝説のシールドを探せ!」 - Densetsu no Shīrudo o sagase!                                  | 21 ottobre 1994   |         |
| 43                            | Missione compiuta! Bird Shield 「完成! バードシールド」 - Kansei! Bādo Shīrudo                                         | 28 ottobre 1994   |         |
| 44                            | Splendente! Riunione di classe dell'accademia di Urara 「輝け! うらら学園同窓会」 - Kagayake! Urara gakuen dōsōkai     | 4 novembre 1994   |         |
| 45                            | Chi è quello vero! 「本物はだれなのー!」 - Honmono wa darena no!                                                       | 11 novembre 1994  |         |
| 46                            | Avanza! Magico corpo ninja 「進め! マジカル忍者部隊」 - Susume! Majikaru ninja butai                                   | 18 novembre 1994  |         |
| 47                            | Attraversando il ponte di un'amicizia ardente! 「熱き友情の橋を渡れ!」 - Atsuki yūjō no hashi o watare!                | 25 novembre 1994  |         |
| 48                            | Battaglia Tanuki! La teiera Bunbuku 「狸合戦! ぶんぶく茶がま」 - Tanuki gassen! bunbuku cha Gama                       | 2 dicembre 1994   |         |
| 49                            | Andiamo! Guerrieri leggendari 「ゆけ! 伝説の戦士たち」 - Yuke! Densetsu no senshi tachi                                | 9 dicembre 1994   |         |
| 50                            | L'ultima battaglia di amore, coraggio e speranza 「愛と勇気と希望の大決戦」 - Ai to yūki to kibō no dai kessen         | 16 dicembre 1994  |         |
| 51                            | Un giorno libero da principessa 「プリンセスの休日」 - Purinsesu no kyūjitsu                                           | 23 dicembre 1994  |         |
| 52                            | Fuga! Fuga! Un grosso errore 「脱走! 脱走! 大しっぱい」 - Dassō! Dassō! Dai shippai                                    | 6 gennaio 1995    |         |
| 53                            | Sono diventata la migliore al mondo! 「世界一になっちゃった!」 - Sekaiichi ni natchatta!                               | 13 gennaio 1995   |         |
| 54                            | Una successione di sfidanti 「挑戦者ゾロゾロ」 - Chōsen-sha zoro zoro                                                  | 20 gennaio 1995   |         |
| 55                            | Non dimenticare il sigillo del re 「忘れちゃだめよ国王の印」 - Wasure chadameyo kokuō no in                            | 27 gennaio 1995   |         |
| 56                            | Arrivederci Holy Up 「さよならホーリーアップ」 - Sayonara Hōrī Appu                                                    | 3 febbraio 1995   |         |
| Terza stagione (18 episodi)   | |                   |         |
| 57                            | Miriamo a essere i migliori pattinatori del mondo! 「世界一に向ってすべろ!」 - Sekaiichi ni mukatte subero!            | 3 marzo 1995      |         |
| 58                            | Elizabeth SOS! 「エリザベスSOS!」 - Erizabesu SOS!                                                                     | 10 marzo 1995     |         |
| 59                            | Una storia d'amore incredibilmente piccola 「すっごく小さな恋物語」 - Suggoku chīsana koi monogatari                   | 17 marzo 1995     |         |
| 60                            | Ti amo, ti amo, Yakko-chan! 「すきすきやっこちゃん!」 - Suki suki Yakko-chan!                                          | 24 marzo 1995     |         |
| 61                            | L'avventura di un giovane Seravy 「ヤングセラヴィーの冒険」 - Yangu Seravi no bōken                                    | 31 marzo 1995     |         |
| 62                            | Scoop! Il segreto rosa 「スクープ! ピンクの秘密」 - Sukupu! Pinku no himitsu                                           | 7 aprile 1995     |         |
| 63                            | Spinosa gara a tre gambe spinosa 「とげとげ二人三脚」 - Toge toge ninin sankyaku                                       | 14 aprile 1995    |         |
| 64                            | Sorpresa! La mamma di Riiya? 「びっくり! リーヤママ?」 - Bikkuri! Riya Mama?                                           | 21 aprile 1995    |         |
| 65                            | Nyandaber nostalgico 「懐かしいぞニャンダバー」 - Natsukashī zo Nyandabā                                               | 28 aprile 1995    |         |
| 66                            | Mayachon, l'insegnante rigoroso 「武闘派先生まやちょん」 - Takeshi tō ha sensei Mayachon                               | 5 maggio 1995     |         |
| 67                            | Terrore! Venerdì 12 「恐怖! 12日の金曜日」 - Kyōfu! 12 nichi no kinyōbi                                                | 12 maggio 1995    |         |
| 68                            | Umibōko! La grande prima battaglia d'amore 「海坊子! 初恋大バトル」 - Umibōzu! Hatsukoi dai Batoru                     | 19 maggio 1995    |         |
| 69                            | È un successo sicuro! Una festa da ballo 「必勝! ダンスパーティー」 - Hisshō! Dansu Pātī                               | 26 maggio 1995    |         |
| 70                            | La prima lezione d'amore di Yakko-chan 「やっこちゃんの初恋談義」 - Yakko-chan no hatsukoi dangi                       | 2 giugno 1995     |         |
| 71                            | Di nuovo! Il ritorno di Tono 「再び! 殿のおな～り～」 - Futatabi! Tono no onārī                                        | 9 giugno 1995     |         |
| 72                            | Il più grande errore di Shiine-chan 「しいねちゃん最大の失敗」 - Shiine-chan saidai no shippai                         | 16 giugno 1995    |         |
| 73                            | L'enigma del castello di Dorothy 「どろしー城の謎」 - Doroshī-jō no nazo                                               | 23 giugno 1995    |         |
| 74                            | L'emozione! Una proposta di matrimonio? 「お騒がせ! 結婚宣言?」 - Osawagase! Kekkon sengen?                            | 30 giugno 1995    |         |

### OAV
La serie televisiva è stata seguita da una serie OAV di tre episodi, anch'essa animata dallo studio Gallop. Tali episodi furono pubblicati tra il 6 dicembre 1995 e il 6 marzo 1996. La sigla d'apertura per tutti e tre gli episodi è Make Me Smile di Yuki Matsuura mentre quella di chiusura è Negai wa hitotsu (願いはひとつ?) sempre di Yuki Matsuura.
La serie OAV descrive gli sforzi dell'élite della scuola Momiji mentre cercano di scoprire perché le più grandi streghe e maghi del mondo provengono dalla scuola di Urara. Uno psionico di nome Popy-kun viene inviato per infiltrarsi nella scuola, ma le cose non si riveleranno troppo facili quando Chacha e gli amici cercheranno di fare amicizia con Popy-kun.

#### Episodi
| Nº | Titolo italiano (traduzione letterale) Giapponese 「Kanji」 - Rōmaji                                                                         | Prima edizione  | Prima edizione |
| Nº | Titolo italiano (traduzione letterale) Giapponese 「Kanji」 - Rōmaji                                                                         | Giapponese      |                |
| 1  | Ecco che arriva Popy-kun! 「ポピィくんがやってきた!」 - Popi-kun ga yattekita!                                                               | 6 dicembre 1995 |                |
| 2  | Cogliendo il viaggio alle sorgenti termali! 「温泉旅行をつかまえろ!」 - Onsen ryokō o tsukamaero!                                            | 3 febbraio 1996 |                |
| 3  | Arrivederci Chacha! Il fiore delle lacrime di Ichi Monme" 「さよならチャチャ!涙の花いちもんめ」 - Sayonara Chacha! Namida no hana ichi monme | 6 marzo 1996    |                |

### Videogiochi
La serie ha ricevuto anche quattro videogiochi dedicati, tutti usciti esclusivamente in Giappone.
Il primo è Akazukin Chacha, sviluppato da Access e pubblicato da Tomy il 28 aprile 1995 per Game Boy. Un secondo titolo omonimo del precedente, venne sviluppato e pubblicato da Sprite nel 1995 per Sharp X68000. Un terzo gioco, anche esso omonimo della serie originale, venne programmato da Landwarf e distribuito da Tomy Corporation il 9 agosto 1996 per Super Famicom. L'ultimo capitolo dedicato invece è Akazukin Chacha: Osawagase! Panic Race!, sviluppato e pubblicato da NEC Interchannel il 25 ottobre 1996 per PC-FX.

## Influenza culturale
Nel romanzo Another Note: Il serial killer di Los Angeles, Akazukin Chacha viene menzionato più volte nel corso del romanzo. Rue Ryuzaki afferma di amare Akazukin Chacha (Shiine in particolare) e nota che i volumi quattro e nove mancano da una collezione, il che è un indizio fondamentale per il caso che sta cercando di risolvere.